# Frans van der Lugt
Franciscus Joseph Wilhelmus (Frans) van der Lugt (Den Haag, 10 april 1938 – Homs, 7 april 2014) ook bekend als pater Frans, was een priester voor de Rooms-Katholieke Kerk en een jezuïet.

## Biografie
Van der Lugt was een zoon van Godefridus Wilhelmus Antonius van der Lugt en Maria Josepha Wilhelmina Duijnstee. Hij werd daags na zijn geboorte gedoopt in de parochiekerk van Paschalis Baylon in Den Haag.
Begin jaren 50 was hij leerling van het Aloysiuscollege aldaar, maar hij maakte zijn middelbareschoolopleiding af op het Ignatiuscollege te Amsterdam.
Op 7 september 1959 trad Van der Lugt toe tot de Jezuïetenorde. Na zijn noviciaat in Mariëndaal, in Noord-Brabant, 1959-1961, en de studie filosofie in het Berchmanianum te Nijmegen (zijn eindscriptie ging over schuldbeleving bij jongeren), 1961-1964, vertrok Van der Lugt in 1964 naar het Midden-Oosten, waar hij eerst in Beiroet, de hoofdstad van Libanon, twee jaar Arabisch studeerde en vervolgens van 1966 tot 1968 in een college in Syrië surveillant was. Hij had in die jaren contacten met verschillende jezuïetenkloosters in Syrië, vooral in Homs.
In 1968 ging hij voor zijn theologieopleiding naar het jezuïetentheologaat in Lyon-Fourvière, in Frankrijk. In 1971 werd hij op 29 mei door bisschop Zwartkruis tot priester gewijd in de Sint-Lucaskerk in Amsterdam-Osdorp. Hij volgde daarna een studie psychologie aan de Université Lumière Lyon-II, waar hij in 1976 promoveerde.
Ondertussen was hij in juli 1974 in België met zijn tertiaat begonnen onder leiding van pater Piet Penning de Vries s.j. Deze periode zou duren tot 1980, waarbij hij deels in Lyon verbleef voor zijn promotie en deels in Nederland werkte als groepsleider op het internaat De Breul in Zeist.
Datzelfde jaar ging hij werken in de Syrische stad Homs en van 1987 tot 1993 in Damascus. Daarna vestigde hij zich weer in Homs, waar hij onderwijs gaf en onderdak verleende aan geestelijk zwakkeren. Hij kreeg in Al-Qusayr, 35 km buiten Homs, een stuk land van vijftig hectare ter beschikking van de Syrische overheid waar hij groente op verbouwde en een wijngaard had met een productie van 50.000 flessen per jaar. Ook waren er sportvelden en een motel voor toeristen. Vanaf 2000 bood het landgoed verblijf en werk aan veertig mensen met een mentale beperking.
Medio 2011 verliet Van der Lugt het landgoed vanwege de Syrische Burgeroorlog. Hij vestigde zich in het jezuïetenklooster in de christelijke wijk Bustan al-Diwan in Homs. In januari 2014 vroeg hij in een videoboodschap via YouTube om hulp aan de mensen in Homs als gevolg van de burgeroorlog. Ondanks verschillende waarschuwingen weigerde Van der Lugt Homs te verlaten. Zolang er nog christenen in de stad woonden, wilde hij in de stad blijven.

## Dood
Op 7 april 2014 werd bekend dat Van der Lugt door pistoolschoten in het hoofd om het leven was gekomen en nog dezelfde dag was begraven op het terrein van het jezuïetenklooster in Homs. Hij werd op 9 april 2014 door paus Franciscus herdacht tijdens de algemene audiëntie. Daarbij memoreerde de paus dat pater Frans bij christenen en moslims was geliefd en deed hij een oproep aan de strijdende partijen om de wapens neer te leggen. Ook secretaris-generaal van de Verenigde Naties Ban Ki-moon reageerde op de dood van Frans van der Lugt.

## Eerbetuigingen
- In 1992 werd hij voor zijn verdiensten benoemd tot ridder in de Orde van Oranje-Nassau.
- In november 2014 is bij de Sint-Stanislaskapel in Delft een gedachteniskapel ingericht voor Van der Lugt en zijn in 1985 vermoorde medebroeder Nico Kluiters.[10]
- Op 31 december 2014 werd Frans van der Lugt in het actualiteitenprogramma EenVandaag gekozen tot  de moedigste mens van 2014, categorie buitenland.
- Op 8 april 2016 kreeg pater Frans van der Lugt postuum de Bonhoeffer-onderscheiding tijdens een plechtigheid in de Grote Kerk te Dordrecht, "omdat hij mensen in deze tijd inspireert tot godsvertrouwen, moed en daadkracht". Deze onderscheiding is een initiatief van de christelijke uitgeverij Vuurbaak in samenwerking met het Nederlands Dagblad.
- Van 10 tot 12 april 2017 liepen ruim 200 Syriërs een tocht door Nederland om pater Frans te herdenken.[11]
- Van 5 tot en met 10 april 2022 liepen ruim 100 mensen de pelgrimstocht ‘Walk for Homs’, een voettocht van Amsterdam naar 's-Hertogenbosch ter nagedachtenis van pater Frans en voor de wederopbouw van het Al Ard Centre dat hij oprichtte nabij Homs. Er werd ruim €95.000 opgehaald.